# Вибори столиці Олімпійських ігор 2024 та 2028

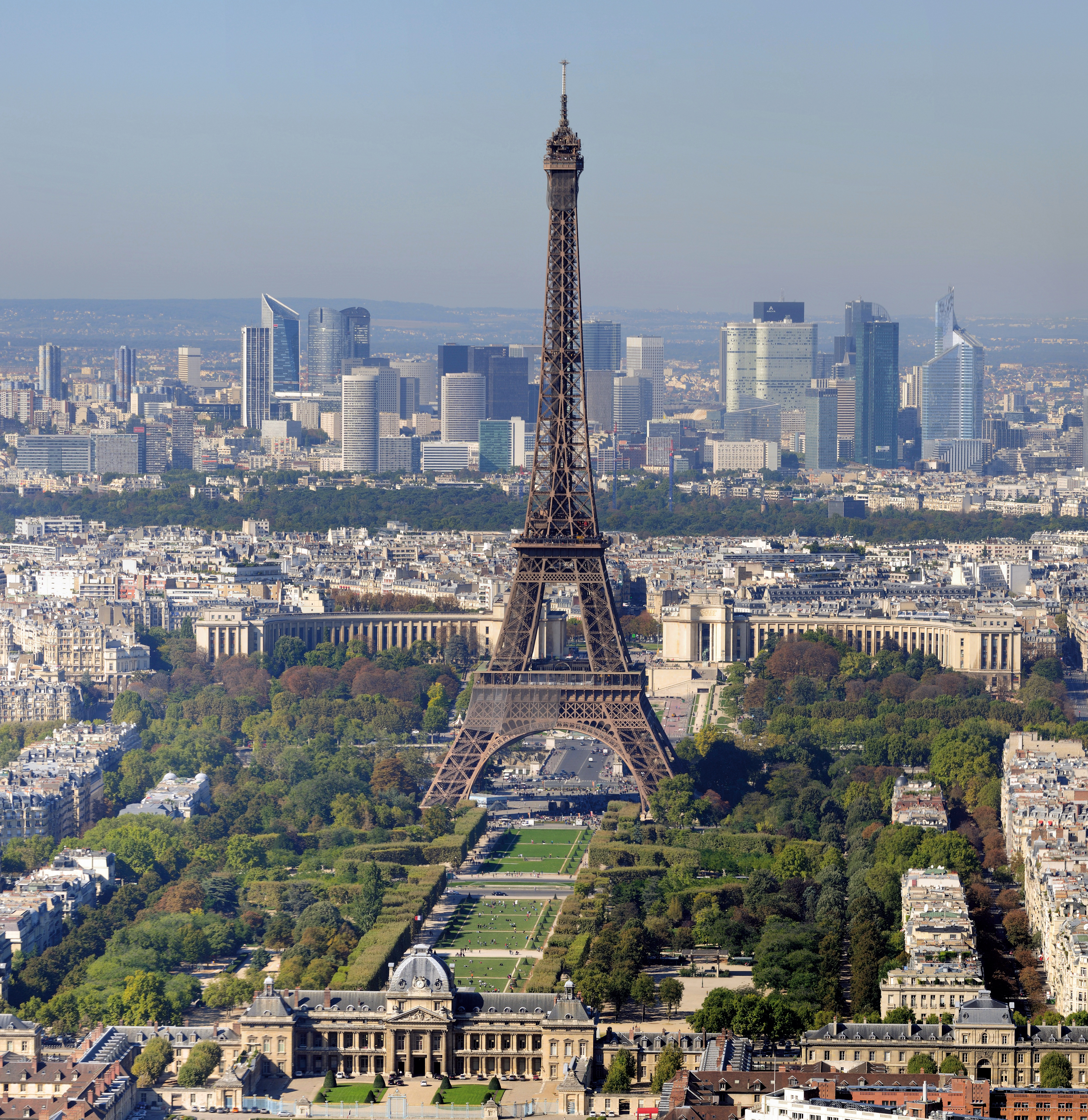
Париж

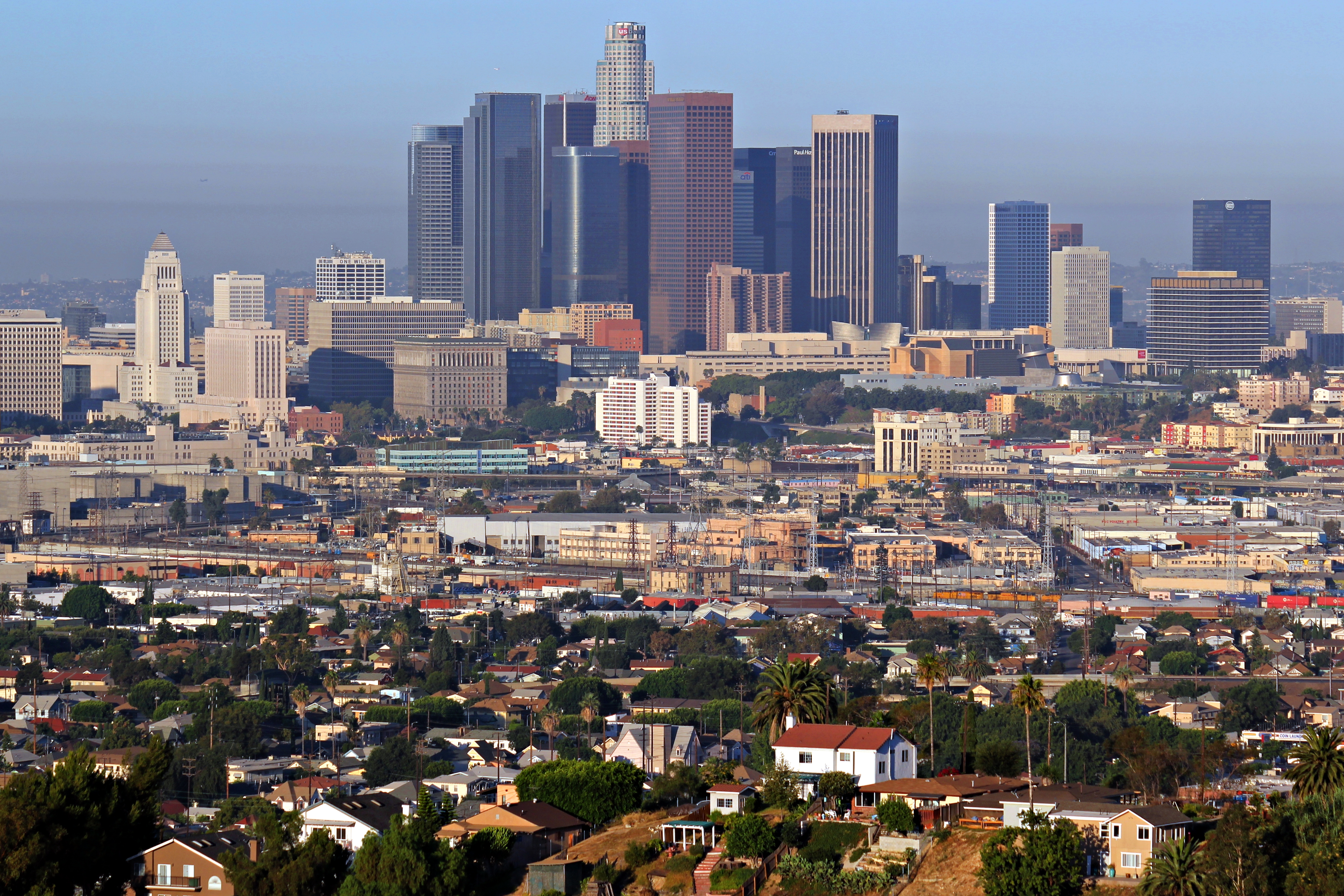
Лос-Анджелес

Міста, які приймуть Літні Олімпійські та Паралімпійські ігри 2024 та 2028, оголосили 13 вересня 2017 року в Лімі (Перу). Кандидатами на проведення ігор були Париж та Лос-Анджелес. Кожна країна-господарка турніру визначилася вже в першому раунді голосування, Париж проведе Літні Олімпійські ігри 2024, а Лос-Анжелес — Літні Олімпійські ігри 2028.

## Процес виборів
Процес вибору олімпійської столиці починається з того, що Національний олімпійський комітет (НОК) подає заявку свого міста в Міжнародний олімпійський комітет (МОК), і закінчується обранням столиці членами МОК під час чергової сесії. Процес регулюється Олімпійською хартією, як зазначено в главі 5, правилі 34.
Починаючи з 1999 року процес складається з двох етапів. Під час першої фази, яка починається відразу після закінчення терміну подання заявок, «міста-заявники» зобов'язані відповісти на низку запитань, що охоплюють теми, важливі для успіху організації ігор. Ця інформація дозволяє МОК аналізувати можливості майбутніх організаторів, сильні і слабкі сторони їхніх планів. Після детального вивчення поданих анкет і подальших доповідей, Виконавча рада МОК вибирає міста, які беруть участь у наступному етапі. Другий етап є справжньою кандидатською стадією: міста, заявки яких прийняті (далі їх називають «міста-кандидати»), зобов'язані подати другу анкету у вигляді розширеного, детальнішого кандидатського портфеля. Ці портфелі уважно вивчає Оцінювальна комісія МОК, яка складається з членів МОК, представників міжнародних спортивних федерацій, НОК, спортсменів, Міжнародного Паралімпійського Комітету та міжнародних експертів у різних галузях. Члени оцінювальної комісії потім роблять огляд кожного з міст-кандидатів, де вони перевіряють запропоновані спортивні споруди і резюмують щодо деталей у кандидатських портфелях. Оцінювальна комісія описує результати своєї перевірки у звіті, який вона надсилає членам МОК за місяць до сесії МОК.
Сесія МОК, на якій обирають місто-організатор, відбувається в країні, яка не подавала заявку на право бути господарем Олімпіади. Вибори проводять активні члени МОК (за винятком почесних і шанованих членів), що прибули на сесію, кожен з яких має один голос. Учасники з країн, місто яких бере участь у виборах, не голосують допоки місто ще не вибуло. Голосування відбувається в кілька раундів, поки одна із заявок не набирає абсолютної більшості голосів; якщо цього не відбувається в першому турі, то заявка з найменшою кількістю голосів вибуває, і голосування повторюється. У разі рівності очок за найменшу кількість голосів, проводиться спеціальний тур голосування із якого переможець виходить до наступного раунду. Після оголошення міста-господаря делегація цього міста підписує «договір міста-господаря» з МОК, який делегує обов'язки організатора ігор місту і відповідному НОК.

## Вибори місця проведення
| Місто                                | НОК        | 1-й раунд  |
| ------------------------------------ | ---------- | ---------- |
| Париж 2024                           | Франція    | Одностайно |
| Лос-Анжелес 2028                     | США (USOC) | Одностайно |
| Місце                                |            |            |
| 130-а сесія МОК 13 вересня 2017 Ліма |            |            |

## Відізвані заявки
| Рим | Рим | Італія | Відізвано | Відізвано |

| Будапешт | Будапешт | Угорщина | Відізвано | Відізвано |

## Колишні потенційні заявки
| Держава        | Місто               |
| -------------- | ------------------- |
| Канада         | Торонто             |
| Мексика        | Гвадалахара         |
| Угорщина       | Будапешт            |
| Нідерланди     | Амстердам Роттердам |
| Росія          | Санкт-Петербург     |
| Росія          | Казань              |
| Росія          | Сочі                |
| Південна Корея | Пусан               |
| Катар          | Доха                |
| Кенія          | Найробі             |
| Австралія      | Мельбурн            |

### Париж
- Paris2024 [Архівовано 2 березня 2021 у Wayback Machine.]
- Paris 2024 на Twitter [Архівовано 27 лютого 2018 у Wayback Machine.]
- на Facebook [Архівовано 23 вересня 2018 у Wayback Machine.]
- Stage 1: Vision, Games Concept and Strategy (англ.)
- Stage 2: Governance, Legal and Venue Funding (англ.)
- Stage 3: Games Delivery, Experience and Venue Legacy (англ.)

### Лос-Анжелес
- LA 2024
- LA 2024 на Twitter [Архівовано 7 січня 2018 у Wayback Machine.]
- LA 2024 на Facebook [Архівовано 1 серпня 2017 у Wayback Machine.]
- LA 2024 на Instagram
- Stage 1: Vision, Games Concept and Strategy [Архівовано 21 лютого 2022 у Wayback Machine.] (англ.)
- Stage 2: Governance, Legal and Venue Funding [Архівовано 12 жовтня 2016 у Wayback Machine.] (англ.)
  - Budget released December 2, 2016 (англ.)
- Stage 3: Games Delivery, Experience and Venue Legacy [Архівовано 4 лютого 2017 у Wayback Machine.] (англ.)
  - Sustainability Vision (англ.)
- Report of the IOC Evaluation Commission 2024 [Архівовано 9 липня 2017 у Wayback Machine.] (англ.)
- Report of the IOC Evaluation Commission 2028 [Архівовано 11 вересня 2017 у Wayback Machine.] (англ.)

### Будапешт
- Budapest 2024 [Архівовано 26 лютого 2018 у Wayback Machine.] (англ.)
- Budapest 2024 на YouTube [Архівовано 11 жовтня 2018 у Wayback Machine.] (англ.)
- Budapest 2024 на Facebook [Архівовано 23 вересня 2018 у Wayback Machine.] (англ.)
- Stage 1: Vision, Games Concept and Strategy (англ.)
- Stage 2: Governance, Legal and Venue Funding [Архівовано 11 жовтня 2018 у Wayback Machine.] (англ.)

### Рим
- Rome 2024 [Архівовано 7 серпня 2020 у Wayback Machine.]
- Rome 2024 на Twitter [Архівовано 23 вересня 2018 у Wayback Machine.]
- Rome 2024 на Facebook
- Rome 2024 [Архівовано 1 липня 2019 у Wayback Machine.] (англ.)